# Zhou Yixuan
Zhou Yixuan (chino simplificado: 周艺轩, chino tradicional: 周藝軒, pinyin: Zhōu Yìxuān; Shengzhou, Zhejiang, 11 de diciembre de 1990), también conocido simplemente como Yixuan, es un cantante, rapero, actor y compositor chino. Es miembro y líder del grupo surcoreano-chino Uniq y del grupo New Storm.

## Biografía
Asistió al Shengzhou No.2 Middle School y más tarde se unió al Beijing Contemporary Music Academy.	
Habla con fluidez chino mandarín y coreano, y practica el Tai Chi.

## Carrera
En miembro de la agencia Yuehua Entertainment (en china) y de Starship Entertainment (en Corea del Sur). Como solista es representado por "Warner Music Taiwan". 	

### Música
El 24 de septiembre de 2014 fue introducido como el líder (en China) y el quinto miembro de la banda surcoreana-china Uniq donde es uno de los raperos. El grupo conformado por Yixuan, Wang Yibo, Li Wenhan, Cho Seung-youn y Kim Sung-joo realizó su debut el 16 de octubre del mismo año con el sencillo "Falling in Love", canción que Yixuan coescribió.
En 2015 coescribió las versiones chinas de tres canciones para el primer EP del grupo titulado "EOEO优+", las cuales incluyeron EOEO, Luv Again y Listen to Me.	
El 27 de mayo de 2019 debutó como el líder del grupo "New Storm" junto a Gou Chen Haoyu, Yang Bingzhuo, Su Xunlun, Zhang Haolian, Lai Tsungying, Hong Weizhe y Gong Yanxiu.

### Televisión
En 2018 se unió al elenco de la serie Time City donde dio vida a Chen Qinyan, el hermano menor de Xu Zhen (Park Min-young).	
El 17 de enero de 2019 se unió al programa de supervivencia All For One (以团之名), donde fue uno de los ganadores y logró unirse al nuevo grupo "New Storm".	
El 30 de agosto del mismo año se unió al elenco principal de la serie Boys to Men (拜托啦师兄) donde dio vida a Luan Xiaofei, un deportista de esgrima, hasta el final de la serie el 24 de septiembre del mismo año.
En octubre del mismo año se unió al elenco de la serie My Girlfriend donde interpretó a Zheng Ze.

## Filmografía

### Series de televisión
| Año             | Título                                        | Personaje    | Notas        |
| --------------- | --------------------------------------------- | ------------ | ------------ |
| 2019 - presente | The Origin of Love (莽荒纪之川落雪)           | Hu Tou       |              |
| 2019            | My Girlfriend                                 | Zheng Ze     | 28 episodios |
| 2019            | Boys to Men (拜托啦师兄)                      | Luan Xiaofei | 38 episodios |
| 2018            | Time City (时光之城)                          | Chen Qinyan  |              |
| 2018            | Basketball Fever (热血狂篮)                   | Qiao Zijun   | (cameo)      |
| 2017            | To B or Not to B (男人装不装)                 | -            |              |
| 2016 - 2017     | Female President Season 2 (女总裁的贴身高手2) | Leng Feng    | 38 episodios |
| 2016            | Female President Season 1 (女总裁的贴身高手)  | Leng Feng    |              |

### Películas
| Año  | Título                                | Personaje            | Notas                                                             |
| ---- | ------------------------------------- | -------------------- | ----------------------------------------------------------------- |
| 2019 | Step Up: Year of the Dance (舞所不能) | "Big Bird"           | junto a Meng Meiqi, Zack Roberts, Jingxing Huang y Jade Chynoweth |
| 2019 | Marna (初恋的滋味)                    | Qin Xiao             | junto a Wu Xuanyi, Zhu Zhengting y Meng Meiqi                     |
| 2018 | WaterBro (脱泳而出)                   | -                    | junto a Thitipoom Techaapaikhun y Pirapat Watthanasetsiri         |
| 2016 | A Chinese Odyssey Part 3 (大话西游3)  | Sha Sheng            | (cameo) - junto a Han Geng, Wang Yibo y Cho Seung-youn            |
| 2016 | MBA Partners (梦想合伙人)             | Mensajero de Mei Mei | junto a Wang Yibo, Li Wenhan y Cho Seung-youn                     |

### Programas de televisión
| Año              | Título                                            | Notas                                |
| ---------------- | ------------------------------------------------- | ------------------------------------ |
| 2019             | All For One (以团之名)                            | 10 episodios - concursante           |
| 2018             | The Chamber of Secrets Escape (密室逃脱·暗夜古宅) | (ep. #1, 3, 5, 7-8) - miembro        |
| 2015, 2016, 2018 | Day Day Up                                        | 3 episodios - invitado               |
| 2017             | Star Gym (明星健身房)                             | (ep. #10) - invitado                 |
| 2017             | The Rap of China: Season 1 (中国有嘻哈)           |                                      |
| 2015             | After School Club                                 | (ep. #159) - invitado - junto a Uniq |
| 2015             | Weekly Idol                                       | (ep. #203) - invitado - junto a Uniq |
| 2015             | Happy Camp                                        | invitado - junto a Uniq              |

### Eventos
| Año  | Título                                                  | Notas                       |
| ---- | ------------------------------------------------------- | --------------------------- |
| 2019 | Esquire China’s 16th Man At His Best Award              |                             |
| 2016 | 2016 Idol Star Olympics Championships New Year Special  | participante - junto a Uniq |
| 2015 | 2015 Idol Star Athletics Championships Chuseok Special  | participante - junto a Uniq |
| 2015 | 2015 Idol Star Athletics Championships New Year Special | participante - junto a Uniq |

### Programas de radio
| Año  | Programa                     | Notas                                                |
| ---- | ---------------------------- | ---------------------------------------------------- |
| 2014 | Idol True Colours (偶像本色) | invitado - junto a Wang Yibo, Li Wenhan y Prince Mak |

### Apariciones en videos musicales
| Año  | Intérprete | Canción                                | Notas |
| ---- | ---------- | -------------------------------------- | ----- |
| 2015 | Han Geng   | I Don't Give a Xie (I Don't Give a 屑) |       |

### Revistas / sesiones fotográficas
| Año  | Título          | Notas                      |
| ---- | --------------- | -------------------------- |
| 2019 | Once Magazine   |                            |
| 2019 | Xinwei Magazine | (publicación de diciembre) |
| 2019 | WAGMAZE         |                            |

## Eventos / conciertos
| Año  | Título                 | Notas                                    |
| ---- | ---------------------- | ---------------------------------------- |
| 2019 | 10th YH Family Concert | junto a Uniq: (Kim Sung-joo y Li Wenhan) |

## Discografía

### Extended play
| Título | Miniálbum | Notas                                                  |
| ------ | --- | ------------------------------------------------------ |
| OS     | Fecha de lanzamiento: 27 de diciembre de 2017 Label: Yuehua Entertainment Fuente: Netease Music Formato: Descarga digital | 1. Do Back 2. GIRL GIRL GIRL 3. Want a Trip (想去旅行) |

### Digital Single
| Fecha de Estreno        | Título           | Lista de canciones | Notas |
| ----------------------- | ---------------- | ------------------ | ----- |
| 27 de diciembre de 2017 | "Want a Trip"    | 1. Want a Trip     |       |
| 1 de diciembre de 2017  | "GIRL GIRL GIRL" | 1. GIRL GIRL GIRL  |       |
| 27 de noviembre de 2017 | "Do Back"        | 1. Do Back         |       |

### Promotional Singles
| Año  | Intérpretes           | Canción          | Álbum                                  | Notas |
| ---- | --------------------- | ---------------- | -------------------------------------- | ----- |
| 2017 | Zhou Yixuan ft. Semon | "Mr. Inke"       | Canción de "Mr. Inke"                  |       |
| 2017 | Zhou Yixuan           | "XS 有型有YOUNG" | Canción para la Bebida Energética "XS" |       |

### Créditos de producción
| Año  | Productores                                                | Álbum                        | Canción                     | Letra | Música | Notas           |
| ---- | ---------------------------------------------------------- | ---------------------------- | --------------------------- | ----- | ------ | --------------- |
| 2018 | Zhou Yixuan                                                | -                            | "不曾离开过"                | ✔     | -      |                 |
| 2017 | Zhou Yixuan                                                | OS                           | "Want a Trip"               | ✔     | ✔      |                 |
| 2017 | Zhou Yixuan                                                | OS                           | "GIRL GIRL GIRL"            | ✔     | ✔      |                 |
| 2017 | Zhou Yixuan                                                | OS                           | "Do Back"                   | ✔     | ✔      |                 |
| 2017 | Zhou Yixuan                                                | -                            | "XS 有型有YOUNG"            | ✔     | ✔      |                 |
| 2017 | Zhou Yixuan, Pan Geyang, Lin Yuncheng & Li San             | -                            | "Mr. Inke"                  | ✔     | -      | (junto a Semon) |
| 2017 | Zhou Yixuan                                                | -                            | "Happy New Year 2017"       | ✔     | -      |                 |
| 2016 | Zhou Yixuan, Jeon Changyeop & Chun Joonkyu                 | OST de "MBA Partners"        | "My Dream"                  | ✔     | -      |                 |
| 2015 | Zhou Yixuan, Seungyoun & Xiao Ke                           | OST de "The SpongeBob Movie" | "Erase Your Little Sadness" | ✔     | -      |                 |
| 2015 | Zhou Yixuan & Li Wenhan                                    | -                            | "Best Friend"               | ✔     | -      | (versión china) |
| 2015 | Zhou Yixuan & Jeffrey Kong                                 | -                            | "One More Love"             | ✔     | -      |                 |
| 2015 | Zhou Yixuan, Matthew Heath, GG Riggs & Wang Ya Jun         | EOEO优+                      | "Falling in Love"           | ✔     | -      | (versión china) |
| 2015 | Zhou Yixuan, Li Wenhan & Deanfluenza                       | EOEO优+                      | "EOEO"                      | ✔     | -      | (versión china) |
| 2015 | Zhou Yixuan, Atozzio, Jarah Lafayette Gibson & Wang Ya Jun | EOEO优+                      | "Listen to Me"              | ✔     | -      | (versión china) |
| 2014 | Zhou Yixuan, Li Wenhan, Francis Sooho Kim & DJ Nure        | EOEO优+                      | "Luv Again"                 | ✔     | -      | (versión china) |

### UNIQ

#### Sencillos
| Año  | Canción                 | Álbum                              | Notas                        |
| ---- | ----------------------- | ---------------------------------- | ---------------------------- |
| 2018 | The Shadow of the Shark | Canción Promocional para "The Meg" | junto a UNIQ                 |
| 2017 | Once Again (二次初恋)   | OST de "Once Again"                | junto a UNIQ y Guan Xiaotong |

### New Storm

#### Single
| Título      | Datos                                    | Notas                         |
| ----------- | ---------------------------------------- | ----------------------------- |
| CHA CHA CHA | Fecha de lanzamiento: 27 de mayo de 2019 | 1. CHA CHA CHA 2. Missing You |

## Premios y nominaciones
| Año  | Categoría                      | Premio                                           | Trabajo        | Resultado |
| ---- | ------------------------------ | ------------------------------------------------ | -------------- | --------- |
| 2018 | Most Anticipated Star Traveler | Sina Travel Annual Award                         | -              | Ganó      |
| 2017 | Emerging Fashion Figure        | Asian Influence Awards Ceremony                  | -              | Ganó      |
| 2017 | Emerging Honorary Certificate  | The Belt and Road Fashion Culture Industry Forum | -              | Ganó      |
| 2017 |                                | Global Chinese Music Award                       | GIRL GIRL GIRL | Ganó      |